# Apogon robbyi
Apogon robbyi is een straalvinnige vissensoort uit de familie van kardinaalbaarzen (Apogonidae). De wetenschappelijke naam van de soort is voor het eerst geldig gepubliceerd in 1997 door Gilbert & Tyler.